# Lake Yealering
Der Lake Yealering ist ein See im Südwesten des australischen Bundesstaates Western Australia in der Wheatbelt-Region. 
Der See ist am Nordufer, bei der Kleinstadt Yealering mit dem Avon River verbunden. Zuflüsse hat der See nicht.